# Same As It Ever Was
Same As It Ever Was – drugi album studyjny amerykańskiej grupy hip-hopowej House of Pain.

## Lista utworów
1. „Back from the Dead” – 3:32
2. „I’m a Swing It” – 3:43
3. „All That” – 1:26
4. „On Point” – 3:46
5. „Runnin’ Up on Ya” – 3:17
6. „Over There Shit” – 3:33
7. „Word Is Bond” (gościnnie: Diamond D) – 4:02
8. „Keep It Comin'” – 3:43
9. „Interlude” – 0:46
10. „Same as It Ever Was” – 3:27
11. „It Ain’t a Crime” – 3:27
12. „Where I’m From” – 4:01
13. „Still Got a Lotta Love” – 2:53
14. „Who’s the Man?” – 4:03
15. „On Point (Lethal Dose Remix)” – 3:33